# Finale della Coppa UEFA 2000-2001
La finale della 30ª edizione della Coppa UEFA si è tenuta il 16 maggio 2001 al Westfalenstadion di Dortmund tra il Liverpool e l'Alavés. Quella del 2001 fu la terza finale per gli inglesi dopo quelle del 1973 e del 1976, oltre ad essere la prima finale di una competizione europea che il Liverpool raggiunse dopo l'esclusione dal calcio europeo per sei anni a seguito della strage dell'Heysel del 1985. Per l'Alavès fu invece la prima finale di una competizione europea.
Entrambe le squadre dovettero superare sei turni ad eliminazione diretta con incontri disputati all'andata e al ritorno. Il Liverpool e l'Alavés giocarono quindi dodici partite prima di arrivare in finale. In nessuno dei turni il Liverpool vinse con più di due gol di scarto (la semifinale contro il Barcellona fu vinta per 1-0), mentre l'Alavés ottenne dei risultati più incostanti, dalla vittoria del primo turno contro il Gaziantepspor per un solo gol di scarto, a quella della semifinale contro il Kaiserslautern per un risultato complessivo di 9-2.
All'incontro hanno assistito circa 48 000 spettatori. La partita, arbitrata dal francese Gilles Veissière, ha visto la vittoria del Liverpool per 5-4 al golden goal, durante i tempi supplementari.

## Le squadre
| Squadre   | Partecipazioni precedenti (il grassetto indica la vittoria) |
| --------- | ----------------------------------------------------------- |
| Liverpool | 2 (1973, 1976)                                              |
| Alavés    | Nessuna                                                     |

## Il cammino verso la finale

### Liverpool
Il Liverpool si qualificò per la 30ª edizione della Coppa UEFA classificandosi quarto nel campionato dell'anno precedente. Gli inglesi esordirono contro i rumeni del Rapid Bucarest, giocando la gara di andata allo Stadio Giuleşti e vincendo per 1-0 grazie a un gol di Nick Barmby al ventinovesimo minuto. Quella di ritorno, giocata in casa del Liverpool all'Anfield, terminò con uno 0-0, consentendo al Liverpool di proseguire. Al secondo turno i Reds affrontarono i cechi dello Slovan Liberec, vincendo per 1-0 l'andata ad Anfield grazie ad una rete all'ottantesimo minuto di Emile Heskey. Nel ritorno allo Stadio u Nisy il Liberec passò in vantaggio nel primo tempo, ma prima del suo termine il Liverpool riuscì a pareggiare con una rete di Barmby. Nel secondo tempo sia Barmby che il futuro pallone d'oro Micheal Owen segnarono per gli inglesi, seguiti da David Breda per il Liberec all'ottantacinquesimo. Il Liverpool vinse la partita per 3-2 passando al terzo turno con un risultato complessivo di 4-2.
Ai sedicesimi il Liverpool affrontò i greci dell'Olympiacos: la gara di andata in trasferta si giocò al Geōrgios Karaiskakīs, dove gli inglesi videro sfumare una vittoria per 2-1 con marcatori Barmby e Steven Gerrard quando l'Olympiakos riuscì a pareggiare negli ultimi minuti della partita. Ad Anfield il Liverpool si impose con due reti di Barmby ed Heskey nel primo e nel secondo tempo, passando anche i sedicesimi con un risultato di 4-2. Agli ottavi di finale i Reds incontrarono gli italiani della Roma, vincendo per 2-0 all'Olimpico (dove vinsero due Coppe dei Campioni nel 1977 e nel 1984) con una doppietta di Michael Owen, che di fatto rese inutile la vittoria per 1-0 dei giallorossi ad Anfield.
| Turno      | Avversari       | Andata  | Ritorno | Risultato complessivo |
| ---------- | --------------- | ------- | ------- | --------------------- |
| Primo      | Rapid București | 0–1 (t) | 0–0 (c) | 1–0                   |
| Secondo    | Slovan Liberec  | 1–0 (c) | 2–3 (t) | 4–2                   |
| Sedicesimi | Olympiacos      | 2–2 (t) | 2–0 (c) | 4–2                   |
| Ottavi     | Roma            | 0–2 (t) | 0–1 (c) | 2–1                   |
| Quarti     | Porto           | 0–0 (t) | 2–0 (c) | 2–0                   |
| Semifinale | Barcelona       | 0–0 (t) | 1–0 (c) | 1–0                   |

Gli avversari del Liverpool ai quarti furono i lusitani del Porto. L'andata in Portogallo si concluse a reti inviolate, ma gli inglesi riuscirono ad arrivare in semifinale vincendo il ritorno per 2-0 con due reti nel primo tempo di Danny Murphy e Owen. Il sorteggio delle semifinali decretò che il Liverpool avrebbe affrontato gli spagnoli del Barcellona. Nella gara di andata al Camp Nou i Reds si difesero risolutamente e la partita si concluse senza gol segnati. L'allenatore del Liverpool Gérard Houllier difese le sue scelte tattiche nel post-partita:
La partita di ritorno ad Anfield fu molto combattuta, ma gli inglesi riuscirono a vincere con una rete su calcio di rigore di Gary McAllister assegnato al quarantaquattresimo minuto del primo tempo dall'arbitro Urs Meier. Se il Barcellona avesse segnato gli spagnoli avrebbero raggiunto la finale in base alla regola dei gol fuori casa, ma il Liverpool riuscì a mantenere inviolata la propria porta per novanta minuti, tornando in finale di una competizione europea per la prima volta dopo l'esclusione dal calcio europeo per sei anni a seguito della strage dell'Heysel nella finale di Coppa dei Campioni del 1985.

### Alavés
L'Alavés di José Manuel Esnal si qualificò per la Coppa UEFA classificandosi sesto nel campionato dell'anno precedente. La squadra iniziò il suo cammino europeo contro i turchi del Gaziantepspor, giocando la gara di andata in casa allo Stadio di Mendizorrotza, terminata senza gol segnati. Situazione completamente diversa avvenne invece al ritorno, dove furono segnati sette gol con la vittoria dell'Alavés per 4-3, che permise al club di proseguire il suo cammino nella competizione. Al secondo turno gli avversari furono i norvegesi del Lillestrøm. La gara di andata si giocò in Norvegia all'Åråsen Stadion, con una vittoria dell'Alavés per 3-1 con marcatori Ibon Begoña, Óscar Téllez e Cosmin Contra. In Spagna la partita di ritorno finì con un pareggio per 2-2, permettendo all'Alavés di proseguire con un risultato complessivo di 5-3. Ai sedicesimi gli spagnoli incontrano un'altra squadra norvegese, il Rosenborg, pareggiando in casa 1-1 ma vincendo 3-1 in trasferta al Lerkerdal Stadion: dopo il vantaggio nel primo tempo per l'autogol del giocatore del Rosenborg Bent Inge Johnsen, l'Alavés segnò altre due reti nel secondo tempo.
| Turno      | Avversari      | Andata  | Ritorno | Risultato complessivo |
| ---------- | -------------- | ------- | ------- | --------------------- |
| Primo      | Gaziantepspor  | 0–0 (c) | 3–4 (t) | 4–3                   |
| Secondo    | Lillestrøm     | 1–3 (t) | 2–2 (c) | 5–3                   |
| Sedicesimi | Rosenborg      | 1–1 (t) | 3–1 (c) | 4–2                   |
| Ottavi     | Inter          | 3–3 (c) | 0–2 (t) | 5–3                   |
| Quarti     | Rayo Vallecano | 3–0 (c) | 1–2 (t) | 4–2                   |
| Semifinale | Kaiserslautern | 5–1 (c) | 4–1 (t) | 9–2                   |

Agli ottavi l'Alavés trovò una vera sfida contro gli italiani dell'Inter, che passarono in vantaggio per 3-1 al Mendizorrotza con un gol di Christian Vieri  e una doppietta di Alvaro Recoba. L'Alavés contrattaccando riuscì a portarla sul risultato di 3-3 con due reti di Téllez e Iván Alonso. La gara di ritorno a San Siro vide però i nerazzurri sconfitti verso il termine della partita con un gol di Jordi Cruyff al settantottesimo e di Ivan Tomić all'ottantatreesimo.
Ai quarti di finale i Babazorros incontrarono i connazionali del Rayo Vallecano,  aggiudicandosi il primo dei due incontri con un 3-0. Nella gara di ritorno allo stadio Vallecas il Rayo andò in vantaggio di due reti, ma un gol di Cruyff garantì la semifinale all'Alavés, vincendo il doppio derby con un risultato complessivo di 4-2. In semifinale gli avversari designati furono i tedeschi del Kaiserslautern. Nella gara di andata in Spagna vennero assegnati quattro rigori andati tutti a segno, tre per l'Alavés e uno per il Kaiserslautern. I Babazorros segnarono altre due reti e la partita terminò con una vittoria piena dell'Alavés per 5-1. Nella gara di ritorno al Fritz-Walter-Stadion il Kaiserslautern avrebbe dovuto segnare un minimo di quattro gol (senza subirne altri) per arrivare in finale grazie alla regola dei gol fuori casa, ma fu l'Alavés a fare ciò, vincendo per 4-1 e ipotecando la finale.

## La partita

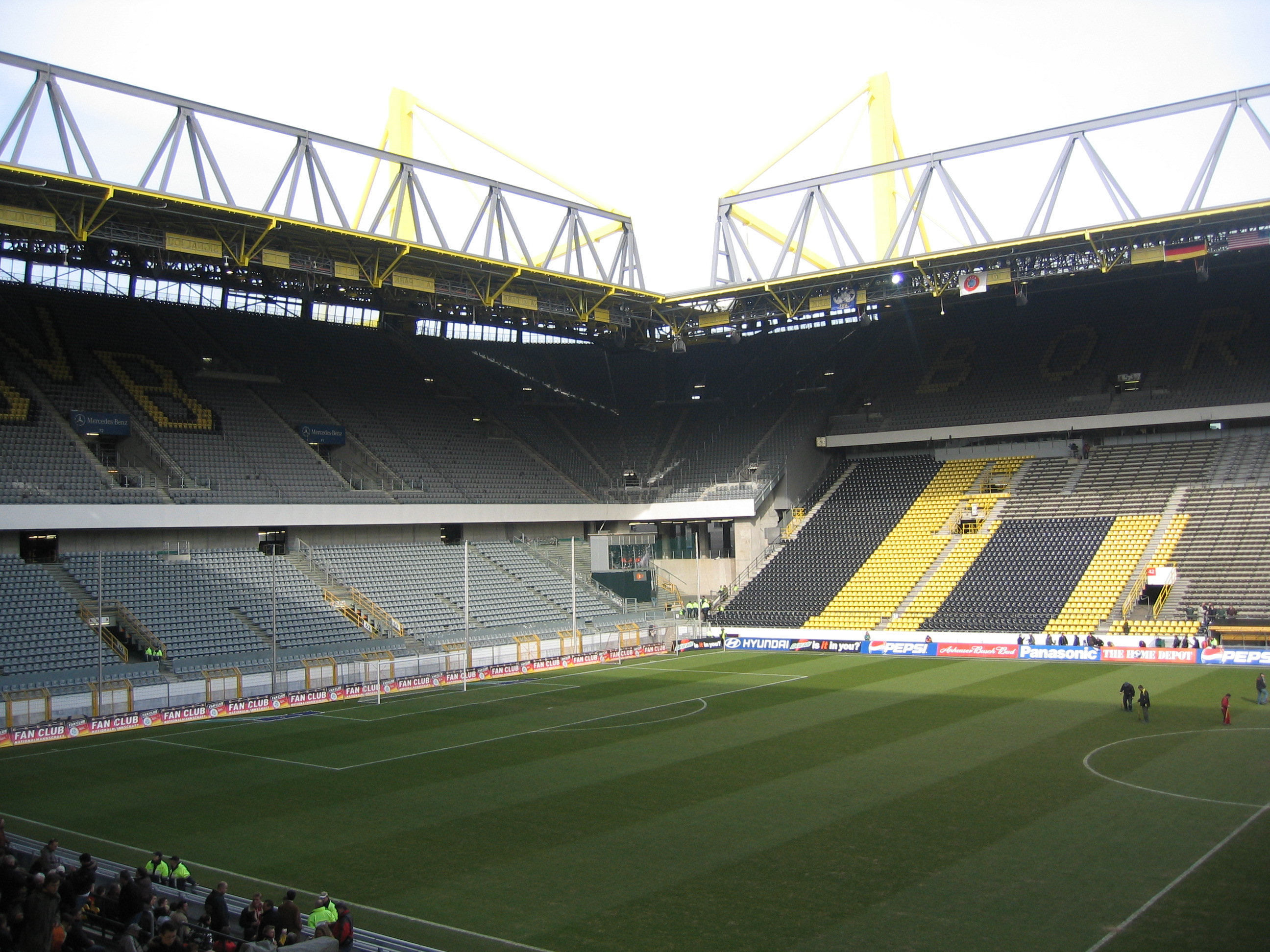
Il Westfalenstadion visto dall'interno.

### Antefatti
Prima di arrivare in finale il Liverpool aveva già vinto due titoli durante la stagione: la Coppa di Lega e l'FA Cup, vinte rispettivamente contro il Birmingham City ai rigori dopo aver pareggiato 1-1 e contro l'Arsenal vincendo per 2-1. Vincendo anche la Coppa UEFA i Reds avevano l'occasione di fare un triplete. La finale si tenne al Westfalenstadion di Dortmund, in Germania, e fu la terza finale di Coppa UEFA per il Liverpool dopo le vittorie nel 1973 e nel 1976, oltre ad essere anche la prima finale europea disputata dopo quella che fu ricordata come la strage dell'Heysel del 1985. Per l'Alavés invece, debuttante in Europa ma capace di mettere a segno 31 reti nel corso della competizione, quella del 2001 fu invece la prima finale di una competizione europea. Sei anni prima infatti, l'Alavés era solamente una squadra semiprofessionistica.
L'allenatore del Liverpool Gerard Houllier si dimostrò prudente sebbene gli avversari non avessero esperienza in ambito europeo:
I Reds partono subito forte e dopo soli tre minuti sono già in vantaggio grazie al colpo di testa di Markus Babbel. I baschi accusano il colpo e al quarto d'ora vanno sotto 2-0: Owen lancia Steven Gerrard che di destro batte Martín Herrera. L'allenatore spagnolo corre ai ripari e fa entrare al 20' Iván Alonso che in appena sei minuti accorcia le distanze e ridà speranza ai suoi. Sul finire del primo tempo, però, un calcio di rigore di Gary McAllister (che sarà eletto uomo partita) sembra spezzare le gambe agli uomini di Mané. Nella ripresa il capocannoniere del torneo Javi Moreno punge due volte in tre minuti e riporta la gara in parità. Passano circa venti minuti e il neo entrato Robbie Fowler sfrutta gli spazi aperti della retroguardia spagnola e segna il 4-3. Quando ci si avvia al novantesimo il figlio d'arte Jordi Cruyff realizza il gol che vale i tempi supplementari. Qui il nervosismo e la stanchezza la fa da padrona e a soffrirne sono di più i giocatori dell'Alavés, che restano in nove per le espulsioni di Antonio Karmona e Magno Mocelin. A quattro minuti dal termine della proroga una sfortunata deviazione di Delfí Geli nella propria porta fa terminare la partita a causa dell'introduzione del golden gol. Il Liverpool vince così la sua terza Coppa UEFA dopo venticinque anni.

## Tabellino
| Arbitro: | Gilles Veissière |

|                                                                              |           |                                       |
| Babbel 3’ Gerrard 16’ McAllister 40’ (rig.) Fowler 72’ Geli 116’ (aut.) (gg) | Marcatori | 26’ Alonso 47’, 49’ Moreno 88’ Cruyff |

| Liverpool | Alavés |

| Liverpool (4-4-2) |    |                   |      |     |
|                   |    |                   |      |     |
| POR               | 1  | Sander Westerveld |      |     |
| DIF               | 6  | Markus Babbel     | 106’ |     |
| DIF               | 12 | Sami Hyypiä       |      |     |
| DIF               | 2  | Stéphane Henchoz  |      | 55’ |
| DIF               | 23 | Jamie Carragher   |      |     |
| CEN               | 21 | Gary McAllister   | 11’  |     |
| CEN               | 16 | Dietmar Hamann    |      |     |
| CEN               | 17 | Steven Gerrard    |      |     |
| CEN               | 13 | Danny Murphy      |      |     |
| ATT               | 8  | Emile Heskey      |      | 64’ |
| ATT               | 10 | Michael Owen      |      | 78’ |
| A disposizione:   |    |                   |      |     |
| POR               | 19 | Pegguy Arphexad   |      |     |
| DIF               | 27 | Grégory Vignal    |      |     |
| DIF               | 29 | Stephen Wright    |      |     |
| CEN               | 7  | Vladimír Šmicer   |      | 55’ |
| CEN               | 20 | Nick Barmby       |      |     |
| ATT               | 9  | Robbie Fowler     |      | 64’ |
| ATT               | 15 | Patrik Berger     |      | 78’ |
| Allenatore:       |    |                   |      |     |
| Gérard Houllier   |    |                   |      |     |

| Alavés (5-4-1)    |    |                  |           |     |
|                   |    |                  |           |     |
| POR               | 1  | Martín Herrera   | 40’       |     |
| DIF               | 2  | Cosmin Contra    | 49’       |     |
| DIF               | 5  | Antonio Karmona  | 58’, 116’ |     |
| DIF               | 6  | Óscar Téllez     | 95’       |     |
| DIF               | 4  | Dan Eggen        |           | 23’ |
| DIF               | 7  | Delfí Geli       |           |     |
| CEN               | 14 | Jordi Cruyff     |           |     |
| CEN               | 15 | Ivan Tomić       |           |     |
| CEN               | 16 | Hermes Desio     |           |     |
| CEN               | 18 | Martín Astudillo | 11’       | 46’ |
| ATT               | 9  | Javi Moreno      |           | 64’ |
| A disposizione:   |    |                  |           |     |
| POR               | 25 | Kike             |           |     |
| ATT               | 19 | Iván Alonso      |           | 23’ |
| ATT               | 11 | Magno Mocelin    | 78’, 98’  | 64’ |
| CEN               | 3  | Ibón Begoña      |           |     |
| CEN               | 17 | Raúl Gañán       |           |     |
| CEN               | 20 | Jorge Azkoitia   |           |     |
| ATT               | 10 | Pablo            |           | 46’ |
| Allenatore:       |    |                  |           |     |
| José Manuel Esnal |    |                  |           |     |

### Annotazioni
1. 1 2 3 4  con "c" viene indicata una partita giocata in casa, mentre con "t" una partita giocata in trasferta.

### Fonti
1. ↑  (EN) Match officials appointed for UEFA Cup final (PDF), su uefa.com. URL consultato il 16 giugno 2020.
2. ↑  (EN) McAllister claims sixth medal, su news.bbc.co.uk, bbc.co.uk, 31 dicembre 2001. URL consultato il 12 marzo 2017.
3. ↑   Classifica Premier League 99/00, su transfermarkt.it. URL consultato il 14 giugno 2020.
4. ↑   Rapid București-Liverpool 2000, su it.uefa.com. URL consultato il 14 giugno 2020.
5. ↑   Liverpool-Rapid București 2000, su it.uefa.com. URL consultato il 14 giugno 2020.
6. ↑  (EN) Heskey rescues poor Liverpool, su news.bbc.co.uk, 26 ottobre 2000. URL consultato il 15 giugno 2020.
7. ↑   Liberec-Liverpool 2000, su it.uefa.com. URL consultato il 15 giugno 2020.
8. ↑  (EN) Owen goal seals Reds comeback, su news.bbc.co.uk, 9 novembre 2000. URL consultato il 15 giugno 2020.
9. ↑   Olympiacos-Liverpool 2000, su it.uefa.com. URL consultato il 16 giugno 2020.
10. ↑  (EN) FT: Olympiakos 2-2 Liverpool, su news.bbc.co.uk, 23 novembre 2000. URL consultato il 16 giugno 2020.
11. ↑   Liverpool-Olympiakos 2000, su it.uefa.com. URL consultato il 16 giugno 2020.
12. ↑  (EN) Liverpool enjoy a Greek cruise, su news.bbc.co.uk, 7 dicembre 2000. URL consultato il 16 giugno 2020.
13. ↑   Roma-Liverpool 2000, su it.uefa.com. URL consultato il 16 giugno 2020.
14. ↑   Fabio Acri, Liverpool, cinque successi tra Coppa Campioni e Champions League, su newsmondo.it, 31 maggio 2019. URL consultato il 16 giugno 2020.
15. ↑   Liverpool-Roma 2000, su it.uefa.com. URL consultato il 16 giugno 2020.
16. ↑  (EN) Liverpool survive Roma onslaught, su news.bbc.co.uk, 22 febbraio 2001. URL consultato il 16 giugno 2020.
17. ↑   Porto-Liverpool 2000, su it.uefa.com. URL consultato il 16 giugno 2020.
18. ↑  (EN) Liverpool force Porto stalemate, su news.bbc.co.uk, 8 marzo 2001. URL consultato il 16 giugno 2020.
19. ↑   Liverpool-Porto 2000, su it.uefa.com. URL consultato il 16 giugno 2020.
20. ↑  (EN) Clockwatch: Liverpool 2-0 Porto, su news.bbc.co.uk, 15 marzo 2001. URL consultato il 16 giugno 2020.
21. ↑   Barcelona-Liverpool 2000, su it.uefa.com. URL consultato il 16 giugno 2020.
22. ↑  (EN) Dominic Fifield, Liverpool keep it level-headed, su theguardian.com, 6 aprile 2001. URL consultato il 16 giugno 2020.
23. ↑   Liverpool-Barcellona 2000, su it.uefa.com. URL consultato il 16 giugno 2020.
24. ↑  (EN) Matt Hughes, Liverpool 1 v 0 Barcelona, su theguardian.com, 19 aprile 2001. URL consultato il 16 giugno 2020.
25. ↑   Classifica La Liga 99/00, su transfermarkt.it. URL consultato il 17 giugno 2020.
26. ↑   Alavés-Gaziantepspor 2000, su it.uefa.com. URL consultato il 17 giugno 2020.
27. ↑   Gaziantepspor-Alavés 2000, su it.uefa.com. URL consultato il 17 giugno 2020.
28. ↑   Lillestrøm-Alavés 2000, su it.uefa.com. URL consultato il 17 giugno 2020.
29. ↑   Alavés-Lillestrøm 2000, su it.uefa.com. URL consultato il 17 giugno 2020.
30. ↑   Alavés-Rosenborg 2000, su it.uefa.com. URL consultato il 18 giugno 2020.
31. ↑   Rosenborg-Alavés 2000, su it.uefa.com. URL consultato il 18 giugno 2020.
32. ↑   Alavés-Internazionale 2000, su it.uefa.com. URL consultato il 18 giugno 2020.
33. ↑   Internazionale-Alavés 2000, su it.uefa.com. URL consultato il 18 giugno 2020.
34. ↑  (EN) Italian misery in Uefa Cup, su news.bbc.co.uk, 16 febbraio 2001. URL consultato il 31 agosto 2020.
35. ↑   Alavés-Rayo Vallecano 2000, su it.uefa.com. URL consultato il 19 giugno 2020.
36. ↑   Rayo Vallecano-Alavés 2000, su it.uefa.com. URL consultato il 19 giugno 2020.
37. ↑   Alavés-Kaiserslautern 2000, su it.uefa.com. URL consultato il 19 giugno 2020.
38. ↑  (EN) Alaves crush poor Kaiserslautern, su news.bbc.co.uk, 5 aprile 2001. URL consultato il 31 agosto 2020.
39. ↑   Kaiserslautern-Alavés 2000, su it.uefa.com. URL consultato il 19 giugno 2020.
40. ↑  (EN) Alaves demolish Kaiserslautern, su news.bbc.co.uk, 19 aprile 2001. URL consultato il 31 agosto 2020.
41. ↑  (EN) Blues shot down as Liverpool lift cup, su news.bbc.co.u, 25 febbraio 2001. URL consultato il 30 agosto 2020.
42. ↑  (EN) Paul Wilson, Owen spikes the Gunners, su theguardian.com, 13 maggio 2001. URL consultato il 30 agosto 2020.
43. ↑  (EN) Big Mac: Now for hat-trick, su theguardian.com, 13 maggio 2001. URL consultato il 30 agosto 2020.
44. ↑  (EN) Dortmund's atmospheric arena, su news.bbc.co.uk, 15 maggio 2001. URL consultato il 30 agosto 2020.
45. ↑  (EN) Liverpool's European odyssey, su news.bbc.co.uk, 15 maggio 2001. URL consultato il 30 agosto 2020.
46. ↑  (EN) Phil Ball, Beware the attack of potato aphids, su theguardian.com, 15 maggio 2001. URL consultato il 31 agosto 2020.
47. ↑  (EN) Paul Wilson, Houllier's men facing D-day in Dortmund, su theguardian.com, 13 maggio 2001. URL consultato il 3 settembre 2020.
48. ↑  (ES) Caen como héroes (PDF), su hemeroteca-paginas.mundodeportivo.com, mundodeportivo.com, 17 maggio 2001. URL consultato il 12 marzo 2017.
49. ↑   La strana coppia, su it.uefa.com, uefa.com, 1º giugno 2001. URL consultato il 12 marzo 2017.